# Ousman dan Fodio
Pour les articles homonymes, voir Osmane.
Shaihu Osman dan Fodio (variantes : Shehu Osman dan Fodio, Shaikh Osman ibn Fodio ou Osman dan Fodio), né en 1754 et mort en 1817, est un réformateur religieux, écrivain et homme d'État peul.
Il est un érudit musulman appartenant à la congrégation soufie de la Qadiriyya. Il écrivit beaucoup d'ouvrages.

## Biographie
Usman dan Fodio, dit Torodo, est né le 15 décembre 1754 à Maratta près de Galmi, au Niger. Son père Mohammed est un Toucouleur originaire du Fouta-Toro, considéré comme un savant et un saint homme (d’où le nom d’Usman dan Fodio, « le fils du savant »). Ousmane est ainsi issu d'une famille de lettrés peuls installée au Gobir depuis la fin du XVe siècle. Il appartient à l'élite urbaine des Peuls, vivant dans les cités Haoussas.
Usman étudie les sciences religieuses avec son maître, Jibril ibn Umar, un Touareg de l'Aïr. Usman dan Fodio finit par reprocher aux musulmans du Gober de ne pas observer strictement les règles du Coran, et décide de mener la prédication (da'wa) au Gober et dans les États haoussa voisins (Zamfara, Katsena, Kebbi), à partir de 1774. 
Rentré à Degel, son influence devient grande. Après 1795, la communauté de ses partisans à Degel envisage la guerre sainte contre les souverains du Gober désormais considérés comme non musulmans. Nafata, sarkin (roi) du Gober, inquiet des préparatifs militaires, essaie de gêner son action.
Lorsque Younfa, un ancien élève de dan Fodio selon la tradition, succède à son père, le roi Nafata, après sa mort en 1802, ses relations avec les partisans d’Usman s’enveniment. Yunfa annule l’autonomie de Degel et tente d'assassiner dan Fodio. Les musulmans sont persécutés. Dan Fodio et ses partisans fuient à la frontière nord-ouest du Gober (hijira) afin de se rallier les nomades peuls  ; ils s’installent à Gudu le 21 février 1804. Après une ultime tentative de conciliation, Yunfa déclare la guerre à la communauté. Il s’allie les dirigeants des autres cités haoussa pour se prémunir d’un djihad. Ce conflit est appelé la Guerre Fulani.
En effet dan Fodio est proclamé Sarkin Musulmi, c’est-à-dire commandeur des croyants. Il obtient ainsi un pouvoir à la fois politique et religieux. Il peut en appeler au djihad, rassembler une armée et la commander. Il envahit le pays haoussa, notamment grâce à la supériorité de la cavalerie peule et surtout de l'appui du sultan d'Agadez, Muhammad Baqri, et des guerriers 0Kel Gress, dirigés par le chef Aghali. Dan Fodio est par ailleurs soutenu par la paysannerie Haoussa qui souffrait des taxes des cités. Le 21 juin 1804, Usman dan Fodio remporte une victoire sur l’armée de Yunfa à Tabkin Kwato mais il est vaincu à Tsuntua en décembre suivant. La défaite est toutefois sans lendemain et en 1808 Usman dan Fodio gagne la bataille décisive d'Alkalawa lors de laquelle Yunfa est tué.

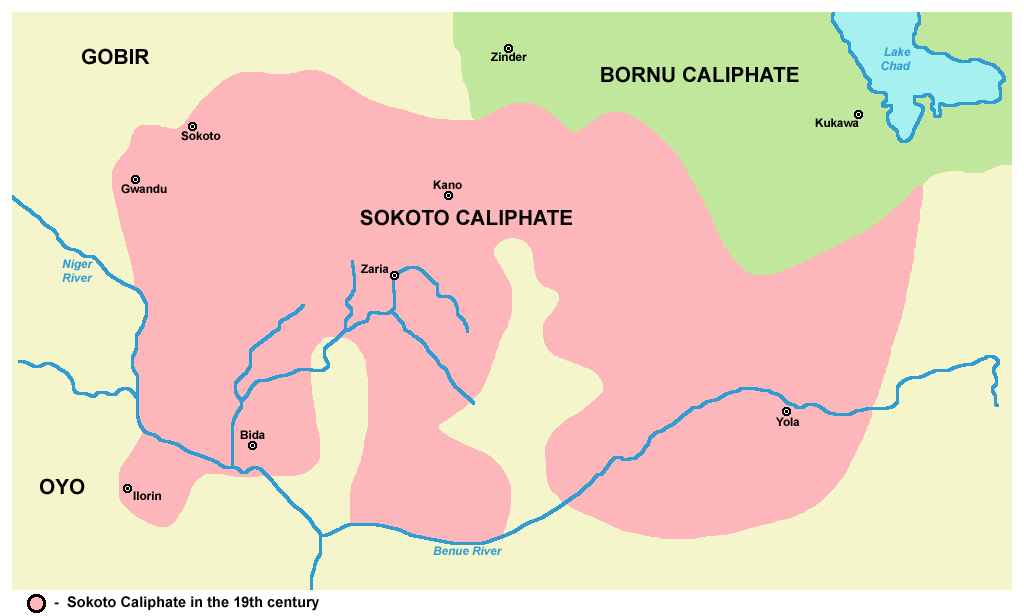

Dan Fodio se retrouve désormais à la tête de l'empire peul de Sokoto dans lequel il applique les principes coraniques. 
Déjà âgé au début de la guerre, dan Fodio transmet en 1815 le titre de sultan de Sokoto à son fils Mohammed Bello.

## Œuvres et postérité de Ousmane dan Fodio
Usman dan Fodio est enterré à Sokoto.
Le caractère mystique (soufi) de son œuvre fait aujourd'hui débat. Ses livres, notamment ihya us sunna wa ikhmadul bid'a, critiquent certaines pratiques mystiques.
Chef politique charismatique de son vivant, il inspire d'autres djihad en Afrique occidentale : celui de Sékou Amadou, fondateur de l'empire peul du Macina, celui de El Hadj Oumar Tall (marié à une des petites-filles de dan Fodio), fondateur de l'empire toucouleur, celui de Samory Touré, fondateur de l'empire Wassoulou, ou encore celui de Modibbo Adama, fondateur de l'empire Adamawa.

### Quelques citations
« Un gouvernement doit être fondé sur cinq choses :
– le pouvoir ne doit pas être donné à celui qui le cherche ;
– la nécessité de la consultation ;
– l'abstention de la violence ;
– la justice ;
– la bienfaisance. »